# Ekonomika Saúdské Arábie
Ekonomika Saúdské Arábie je největší ekonomikou na Blízkém východě a osmnáctou největší na světě. Saúdská Arábie je stálým a zakládajícím členem OPEC a jako jedna z největších světových ekonomik je také členem G20.
Saúdská Arábie má údajně třetí největší zásoby přírodních zdrojů na světě, především ropy a zemního plynu. Saúdské Arábie má druhé největší prokázané zásoby ropy a čtvrté největší změřené zásoby zemního plynu. Saúdská Arábie je v současné době největším vývozcem ropy na světě, a proto je v západních médiích občas označována jako petrostát. Mezi další významné složky ekonomiky patří rafinérský a chemický průmysl, který je z velké části prováděn státním podnikem Saudi Aramco.
V prvním kvartálu roku 2019 dosáhl rozpočet Saúdské Arábie poprvé od roku 2016 přebytku. Tohoto přebytku ve výši 10,10 miliardy dolarů bylo dosaženo díky zvýšení příjmů z ropy a neropných zdrojů.

## Zaměstnání
V roce 2008 byly zhruba dvě třetiny pracovníků zaměstnaných v Saúdské Arábii cizinci a v soukromém sektoru to bylo přibližně 90 %. V lednu 2014 saúdská vláda prohlásila, že tento 90% podíl snížila a zdvojnásobila počet saúdských občanů pracujících v soukromém sektoru na 1,5 milionu (ve srovnání s 10 miliony zahraničních přistěhovalců pracujících v zemi).
Podle agentury Reuters ekonomové „odhadují, že pouze 30–40 % Saúdů v produktivním věku má práci nebo ji aktivně hledá“, ačkoli oficiální míra nezaměstnanosti se pohybuje pouze kolem 12 %. Většinu Saúdů, kteří mají práci, zaměstnává vláda – Mezinárodní měnový fond varoval, že vláda nemůže dlouhodobě uživit tak velký počet zaměstnanců. Vláda od roku 2000 vyhlásila řadu plánů na řešení nerovnováhy prostřednictvím saudizace ekonomiky, ale počet zahraničních pracovníků a nezaměstnanost stále rostou. Od začátku roku 2017 však Saúdská Arábie zaznamenala rekordní počet zahraničních pracovníků, kteří opustili zemi, protože saúdská vláda zavedla vyšší poplatky pro zahraniční pracovníky – zemi opustilo více než 677 000 cizinců. Toto opatření však nepřispělo ke snížení míry nezaměstnanosti, která vzrostla na 12,9 %, což je nejvyšší hodnota v historii země.
Jedním z problémů je společenský odpor k některým typům zaměstnání, konkrétně v sektoru služeb.

## Neropné zdroje
Kromě ropy se na území Saúdské Arábie nachází také jiné přírodní zdroje, včetně zlata, stříbra, železa, mědi, zinku, manganu, wolframu, olova, síry, fosfátů, steatitu a živce. Země má také malý zemědělský sektor, především na jihozápadě, kde roční srážky dosahují v průměru 400 mm. Země je jedním z největších světových producentů datlí. Před rokem 2009 se k zavlažování pšenice používala odsolená voda, od čehož se však opustilo v roce 2016. V roce 2009 čítal stav hospodářských zvířat 7,4 milionu ovcí, 4,2 milionu koz, půl milionu velbloudů a čtvrt milionu kusů skotu.

## Automobilový průmysl
V roce 2022 oznámila americká automobilka Lucid Motors plány na výstavbu závodu na výrobu elektromobilů v Džiddě. Výstavba byla zahájena v květnu 2022 a závod bude mít kapacitu 155 000 vozidel.

## Obchod
V dubnu 2000 saúdskoarabská vláda zřídila Saúdskoarabský všeobecný investiční úřad, aby podpořila přímé zahraniční investice v Saúdské Arábii.
Saúdská Arábie se 11. prosince 2005 stala plnoprávným členem Světové obchodní organizace (WTO). V roce 2019 vláda zřídila Všeobecný úřad pro zahraniční obchod s cílem posílit mezinárodní obchodní a investiční aktivity země.
Na začátku července 2020 Saúdská Arábie oznámila, že do funkce generálního ředitele WTO nominovala svého bývalého ministra hospodářství a poradce královského dvora Muhammada at-Tuwajdžrího. Nominace byla zveřejněna zhruba měsíc poté, co WTO nahlásila Saúdskou Arábii za porušování autorských práv na státem vlastněné stanici beoutQ. Nominace at-Tuwajdžrího se v polovině srpna 2020 setkala s kritikou ze strany lidskoprávních skupin, které požadovaly odmítnutí tohoto kandidáta kvůli porušování lidských práv ze strany Saúdské Arábie a kvůli jeho mlčení k této problematice.

### Hlavní země vývozu
Údaje jsou aktuální k roku 2019.
- Čína: 20,1 %
- Indie: 11 %
- Japonsko: 10,8 %
- Jižní Korea: 8,58 %
- Spojené státy americké: 5,37 %
- Singapur: 3,44 %
- Francie: 3 %
- Spojené arabské emiráty: 2,9 %
- Egypt: 2,22 %

### Hlavní země dovozu
Údaje jsou aktuální k roku 2019.
- Čína: 18 %
- Spojené arabské emiráty: 12,1 %
- Spojené státy americké: 9,01 %
- Německo: 4,77 %
- Japonsko: 4,41 %
- Indie: 4,28 %
- Spojené království: 2,8 %
- Jižní Korea: 2,65 %
- Nizozemsko: 2,62 %
- Itálie: 2,62 %

## Výzvy

### Demografie
Populace Saúdské Arábie je mladá. K roku 2012 bylo přibližně 51 % celkové populace mladší 25 let.